# 三軒家村
三軒家村（さんげんやむら）は、かつて大阪府西成郡に存在した村である。現在の大阪市大正区の一部にあたる。大正橋の南方である。

## 歴史
村名は、元和年間まで無住の地だった勘助島に初めて三軒の民家が建ったことによる。
江戸時代、木津川から分岐する三軒家川は廻船の碇泊地となっており、三軒家川西岸に形成された町場が西成郡三軒家町、その北側に広がる年貢地が同郡三軒家村となっていた。江戸時代の初期頃には遊女町があった。1897年、大阪市に編入する。

### 沿革
- 1684年（貞享元年） 大川の河川改修のために天満1丁目・臼屋町・天満2丁目のそれぞれ大川沿いの住民が、西成郡三軒家村の北東端へ移転して船津町・臼井町・川本町が成立し、大坂三郷天満組へ編入される。
- 1869年（明治2年） 船津町・臼井町・川本町が大阪西大組に所属。同年、臼井町・川本町を船津町へ編入。
- 1873年（明治6年） 船津町を西成郡三軒家村へ編入。
- 1889年（明治22年）4月1日 町村制施行により、西成郡三軒家町・三軒家村が合併して、西成郡三軒家村（町村制）が発足。大字三軒家に村役場を設置。
- 1897年（明治30年）4月1日 大阪市へ編入され、西区三軒家大字三軒家町・三軒家となる。
- 1900年（明治33年） 三軒家大字三軒家町・三軒家を三軒家下之町・三軒家上之町に改称。
- 1924年（大正13年） 三軒家下之町を三軒家町1 - 3丁目に、三軒家上之町を三軒家浜通1 - 4丁目・三軒家東1 - 3丁目・大正通1 - 5丁目・三軒家西1 - 2丁目・三軒家櫨町1 - 2丁目・三軒家市場通1 - 2丁目に改編。
- 1925年（大正14年）4月1日 港区へ転属。
- 1932年（昭和7年）10月1日 大正区へ転属。
- 1976年（昭和51年） 三軒家東1 - 6丁目・三軒家西1 - 3丁目の現行行政地名を実施。
  - 現・三軒家東には旧・今木町・難波島町・中口町・南泉尾町・大正通7 - 8丁目など、現・三軒家西には旧・北泉尾町の北部が含まれており、旧・三軒家西・三軒家櫨町・三軒家市場通のそれぞれ南部は現・泉尾に含まれている。

## 出身・ゆかりのある人物
- 於勢升（城東土地社長）[2]
- 大井伊助[3]（河内屋、大井土地代表、大阪府多額納税者、貸家業） - 住居は泉尾町及び三軒家町[3]。
- 大井伊助（前名・蒼生治[4]、大阪府多額納税者、家主） - 住所は三軒家上之町[4]。